# Capela de Santo António (Aldeia de Santa Margarida)
A Capela de Santo António localiza-se na Aldeia de Santa Margarida, povoação e freguesia do Município de Idanha-a-Nova. 
Capela erigida no século XVIII, em honra de Santo António, padroeiro de Lisboa. Durante o período em que a Capela de São Sebastião esteve a ser reparada era utilizada como casa mortuária da freguesia.
Possui um púlpito em granito talhado em circular e um painel valiosíssimo do século XVII.
O exterior da capela foi recentemente restaurado por um grupo de homens da freguesia.